# Wolfgang Prange

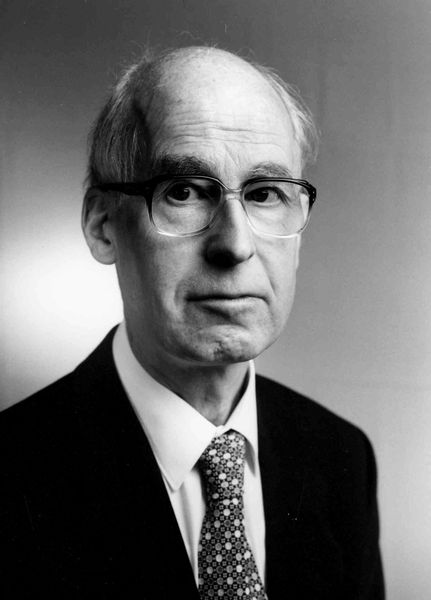
Wolfgang Prange (2007)

Wolfgang Prange (* 5. Mai 1932 in Lübeck; † 15. Februar 2018 in Schleswig) war ein deutscher Historiker und Archivar.

## Leben und Wirken
Sein Vater war der promovierte Geograph und Oberstudiendirektor Max Prange, der 1923 Ilse Cartellieri, die Tochter des Historikers Alexander Cartellieri, geheiratet hatte. Wolfgang Prange wuchs in Eutin auf. Er legte im März 1952 die Reifeprüfung an der Johann-Heinrich-Voß-Schule ab. Von 1952 bis 1958 studierte er Geschichte, Vor- und Frühgeschichte und Germanistik an den Universitäten Kiel und Freiburg. In Kiel legte er das Staatsexamen für das Lehramt an Gymnasien ab. Er wurde mit einer von Karl Jordan und Herbert Jankuhn betreuten Arbeit über die Siedlungsgeschichte des Landes Lauenburg im Mittelalter promoviert. Für diese Arbeit erhielt er 1957/58 den Fakultätspreis der Christian-Albrechts-Universität zu Kiel. Das Staatsexamen für das Lehramt an Höheren Schulen legte er im Wintersemester 1958/59 ab. Im Jahr 1958 erforschte er mit Förderung der Deutschen Forschungsgemeinschaft die Anfänge der schleswig-holsteinischen Agrarreformen. Von 1959 bis 1997 war er beim Landesarchiv Schleswig-Holstein beschäftigt, seit 1959 als Archivreferendar, 1964 wurde er Archivrat, 1969 Oberarchivrat, 1972 Archivdirektor und von 1974 bis 1984 Leitender Archivdirektor. Auf eigenen Wunsch entschied er sich, diese Position zum 2. Mai 1984 wieder aufzugeben, um sich als Archivdirektor vor allem mit Forschungs- und Editionsaufgaben zu befassen. Seine Nachfolge trat Reimer Witt an. Er nahm einen Lehrauftrag an der Christian-Albrechts-Universität zu Kiel wahr und wurde dort im Jahr 1980 Honorarprofessor.
Seine Forschungsschwerpunkte waren Landes- und Rechtsgeschichte. Prange ist Autor einer Vielzahl von Veröffentlichungen zur Landes- und Frühgeschichte Schleswig-Holsteins. Er veröffentlichte weit über 200 Arbeiten. Er befasste sich sein ganzes Forscherleben mit der Geschichte des Bistums und des Hochstifts Lübeck. Seine ersten Aufsätze veröffentlichte 1958 in der Lauenburgischen Heimat. Nach zwölfjähriger Arbeit veröffentlichte er 1971 eine wegweisende Untersuchung über die Anfänge der großen Agrarreformen in Schleswig-Holstein im 17. und 18. Jahrhundert. Er edierte 1972 das Lübecker Zehntregister. Ab Band 6 war er der Bearbeiter der Schleswig-Holsteinische Regesten und Urkunden. Im Jahr 2016 erschien der von ihm bearbeitete 17. Band der Schleswig-Holsteinischen Regesten und Urkunden mit der Edition des Protokolls des Lübecker Domkapitels von 1544 bis 1549. Er führte das von Wilhelm Leverkus begonnene Urkundenbuch des Bistums Lübeck fort und war der Herausgeber des Urkundenbuchs des Bistums Lübeck für die Jahre von 1220 bis 1530. Er war von 1977 bis 1990 Herausgeber der Zeitschrift der Gesellschaft für Schleswig-Holsteinische Geschichte und der Reihe Quellen und Forschungen zur Geschichte Schleswig-Holsteins.
Prange war seit 1959 mit einer promovierten Historikerin verheiratet.

## Schriften
Ein Schriftenverzeichnis der 147 Veröffentlichungen Pranges bis 2002 ist abgedruckt in: Beiträge zur schleswig-holsteinischen Geschichte. Ausgewählte Aufsätze. Festgabe zum 70. Geburtstag (= Quellen und Forschungen zur Geschichte Schleswig-Holsteins. Bd. 112 = Veröffentlichungen des Landesarchivs Schleswig-Holstein / Landesarchiv Schleswig-Holstein. Bd. 76). Herausgegeben von der Gesellschaft für Schleswig-Holsteinische Geschichte und dem Landesarchiv Schleswig-Holstein unter Mitarbeit von Henning Unverhau, Angela Lange, Carsten Jahnke. Wachholtz, Neumünster 2002, ISBN 3-529-02212-8, S. 573–581.
Aufsatzsammlung
- Bischof und Domkapitel zu Lübeck. Hochstift, Fürstentum und Landesteil 1160–1937. Schmidt-Römhild, Lübeck 2014, ISBN 978-3-7950-5215-7 (enthält 24 Beiträge Pranges zur Geschichte des Bistums und des Hochstifts Lübeck).

Monographien
- Siedlungsgeschichte des Landes Lauenburg im Mittelalter (= Quellen und Forschungen zur Geschichte Schleswig-Holsteins. Band 41). Wachholtz, Neumünster 1960 (Rezension).
- Die Anfänge der großen Agrarreformen in Schleswig-Holstein bis um 1771 (= Quellen und Forschungen zur Geschichte Schleswig-Holsteins. Band 60). Wachholtz, Neumünster 1971.
- Das Lübecker Zehntregister von 1433 (= Quellen und Forschungen zur Geschichte Schleswig-Holsteins. Band 62). Wachholtz, Neumünster 1972.
- Beiträge zur schleswig-holsteinischen Geschichte. Ausgewählte Aufsätze (= Quellen und Forschungen zur Geschichte Schleswig-Holsteins. Band 112 = Veröffentlichungen des Landesarchivs Schleswig-Holstein. Band 76). Wachholtz, Neumünster 1972, ISBN 3-529-02212-8.

Edition
- Herzog Adolfs Urteilbuch 1544–1570. Schleswigsches Rechtsleben um die Mitte des 16. Jahrhunderts (= Quellen und Forschungen zur Geschichte Schleswig-Holsteins. Band 87). Wachholtz, Neumünster 1985, ISBN 3-529-02187-3.
- Das Protokoll des Lübecker Domkapitels 1544–1549 mit ergänzenden Texten (= Veröffentlichungen des Landesarchivs Schleswig-Holstein. Band 107). Hamburg University Press, Hamburg 1975, ISBN 978-3-943423-26-6 (online).